# Pribislav Ier de Mecklembourg-Parchim
Pribislav Ier de Mecklembourg-Parchim (né entre le 15 février et le 3 juin 1224; mort après le 12 février 1275), membre de la maison de Meklembourg il fut seigneur de Parchim-Richenberg de 1238 à 1256.

## Biographie
Pribislav ou Pribislaw est le plus jeune fils de Henri II Borwin de Mecklembourg.  À la mort de son père Pribislav et ses trois frères règnent conjointement sur le Mecklembourg avant de se le partager en 1234.
Pribislav reçoit alors la seigneurie de Parchim-Richenberg. Comme il est encore mineur son frère Jean Ier de Mecklembourg intervient comme tuteur jusqu'en 1238 et il est élevé à la cour de ce dernier. 
Devenu majeur en 1238 il s'établit dans le château de Parchim. Sa seigneurie comprend les dépendance de Parchim dont Brenz,  Rosengarten et Ture, ainsi que les bailliages de Plau, Goldberg, Sternberg et de Richenberg près de Langen Brütz sur la rivière Warnow. Il s'engage rapidement dans un conflit frontalier  avec le comte de Schwerin, qui l'oblige à lui céder le pays au-delà de Brenz et Neustadt-Glewe.
Après ce feud il entreprend de développer l'économie d e ses domaines et fonde les cités de 
Goldberg et Sternberg et invite les juifs  à s'établir à Parchim. En 1248, il accord le droit de cité à Goldberg et Sternberg. En 1240, il fonde la « Nouvelle cité de Parchim » sur la rive ouest de l'Elde. En 1246, il accueille des membres de  l'ordre des Franciscains à Parchim. En 1248, il transfère sa résidence dans le château nouvellement construit de Richenberg, sur la Warnow près du village de Langen Brütz.
Pribislav entre dans un nouveau conflit avec Rodolphe évêque de Schwerin, au sujet du paiement de la dîme mais également parce que  Rodolphe a fait construire un château
destiné à contrôler  la frontière à Bützow. Pribislav se sentant menacé par le château, brûle la cité
et capture même Rodolphe qu'il enferme dans le donjon du château de Richenberg. Il lui réclame une modeste rançon que le prélat paie rapidement. Rodolphe libéré entreprend par tous les moyens de détruire 
Pribislav qui est déclaré hors la loi et excommunié.  
En 1255, Pribislav est capturé et livré à l'évêque Rodolphe. Il est privé l'année suivante de sa souveraineté et de ses domaines qui sont divisés entre ses frères. Pribislav est exilé en Poméranie, où il reçoit la seigneurie de Białogard comme compensation.  Quand Rodolphe meurt en 1262, Pribislav espère pouvoir se réinstaller dans ses domaines mais ses frères refusent. En 1270, Pribislav renonce définitivement à ses droits sur Parchim-Richenberg et retourne à Białogard, où il meurt après le 12 février 1275.

## Unions et postérité
Pribislav se marie deux fois. Sa première femme est une fille de Richard de Friesack avec qui il a un fils et une fille:
- Pribislav II, seigneur de Białogard de 1270 à 1316.
- fille anonyme (morte avant 1289)

Sa second épouse est une fille putative du duc Barnim Ier le Bon de Poméranie dont:
- Prybiko de Mecklembourg (- avant 27 janvier 1289) seigneur de Wolin.